# Le Retour de Godzilla (film, 1955)
 (septembre 2018).
Si vous disposez d'ouvrages ou d'articles de référence ou si vous connaissez des sites web de qualité traitant du thème abordé ici, merci de compléter l'article en donnant les références utiles à sa vérifiabilité et en les liant à la section « Notes et références ».
Pour les articles homonymes, voir Le Retour de Godzilla et Godzilla.
Série Showa
Godzilla
(1954) Rodan
(1956)
Pour plus de détails, voir Fiche technique et Distribution.
Le Retour de Godzilla (ゴジラの逆襲, Gojira no gyakushū) est un film japonais du réalisateur Motoyoshi Oda sorti en 1955.
Deuxième film de la franchise Godzilla, il met en vedettes Hiroshi Koizumi (en), Setsuko Wakayama (ja), Minoru Chiaki et Takashi Shimura, avec Haruo Nakajima dans le rôle de Godzilla et Katsumi Tezuka dans celui d'Anguirus. 
Dans ce film, le Japon lutte pour survivre au retour de Godzilla, ainsi qu'à son combat destructeur contre son ancien ennemi Anguirus. Alors qu'ils survolent les mers pour repérer des bancs de poissons, les jeunes pilotes Tsukioka et Kobayashi rencontrent Godzilla et un autre monstre en train de se livrer une bataille féroce. Les deux créatures disparaissent dans l'océan, mais refont bientôt surface près d'Osaka, qui sera dès lors le cadre d'un combat à mort entre les deux monstres et les hommes.
Le producteur exécutif Iwao Mori a demandé au producteur Tomoyuki Tanaka de débuter immédiatement la production d'un deuxième film Godzilla, craignant de perdre l'élan du succès du premier film. Oda a été choisi pour réaliser le film, Ishirō Honda étant occupé à réaliser Love Makeup.
Le Retour de Godzilla est sorti en salles au Japon le 24 avril 1955. Une version fortement remaniée est sortie aux États-Unis le 2 juin 1959 distribuée par Warner Bros. Pictures, sous le titre Gigantis, the Fire Monster. Le film a été suivi de King Kong vs. Godzilla, sorti le 11 août 1962.

## Synopsis
Les deux pilotes, Shoichi Tsukioka et Koji Kobayashi, chassent des bancs de poissons pour une conserverie de thon à Osaka. L'avion de Kobayashi tombe en panne et est obligé d'atterrir près de l'île d'Iwato. Tsukioka atterrit pour récupérer Kobayashi et les deux rencontrent Godzilla ainsi qu'un monstre quadrupède, qui tombent d'une falaise dans l'océan. Tsukioka et Kobayashi font un rapport aux autorités d'Osaka, et découvrent que le quadrupède est un ankylosaure appelé Anguirus, dont l'espèce était autrefois en rivalité avec celle de Godzilla. Le Dr Kyohei Yamane, qui a vécu l'attaque de Godzilla en 1954, confirme que ce Godzilla est un second membre de la même espèce, et que les deux monstres ont probablement été réanimés par des essais de bombes à hydrogène. Les armes conventionnelles étant incapables de tuer Godzilla, le Dr Yamane suggère d'utiliser des fusées éclairantes pour attirer Godzilla.
Godzilla arrive sur le rivage d'Osaka. Alors que les lumières de la ville sont éteintes, les avions de la Force aérienne d'autodéfense japonaise utilisent des fusées éclairantes pour éloigner Godzilla de la côte. Godzilla poursuit les fusées et quitte le rivage. Pendant ce temps, un camion transporte des criminels vers une autre partie du pays. Les condamnés détournent le camion et après une longue poursuite avec la police, le camion s'écrase sur un bâtiment industriel et déclenche un gigantesque incendie qui attire Godzilla sur le rivage. Quelques instants plus tard, Anguirus surgit et l'attaque. Pendant que les monstres se battent, les condamnés tentent de s'échapper mais se noient lorsque le métro est inondé. Godzilla tue Anguirus et retourne dans l'océan.
Kobayashi est transféré dans une usine d'Hokkaido. Au cours d'une fête d'entreprise, Tsukioka, Hidemi, venue lui rendre visite, et Kobayashi sont informés que Godzilla a détruit un des bateaux de pêche de l'entreprise. Les militaires et Tsukioka se mettent à rechercher activement Godzilla. Tsukioka aperçoit Godzilla nageant vers le rivage d'une petite île glacée. Il prévient la conserverie, et Kobayashi décolle dans son avion pour changer de poste avec Tsukioka. Tsukioka, qui a été transféré dans l'armée de l'air, voyage en jet avec un vieil ami. Ils larguent des bombes sur Godzilla, mais sans succès. Godzilla se dirige alors vers la côte. Kobayashi est tué en essayant de détourner Godzilla de l'océan. Tsukioka est dévasté mais réalise que les militaires peuvent tirer des missiles sur la montagne et ensevelir Godzilla sous une avalanche. Les jets tirent des missiles, et enterrent Godzilla dans la neige et la glace.

## Fiche technique
- Titre : Le Retour de Godzilla
- Titre original : ゴジラの逆襲 (Gojira no gyakushū?)
- Titre anglais : Godzilla Raids Again
- Réalisation : Motoyoshi Oda

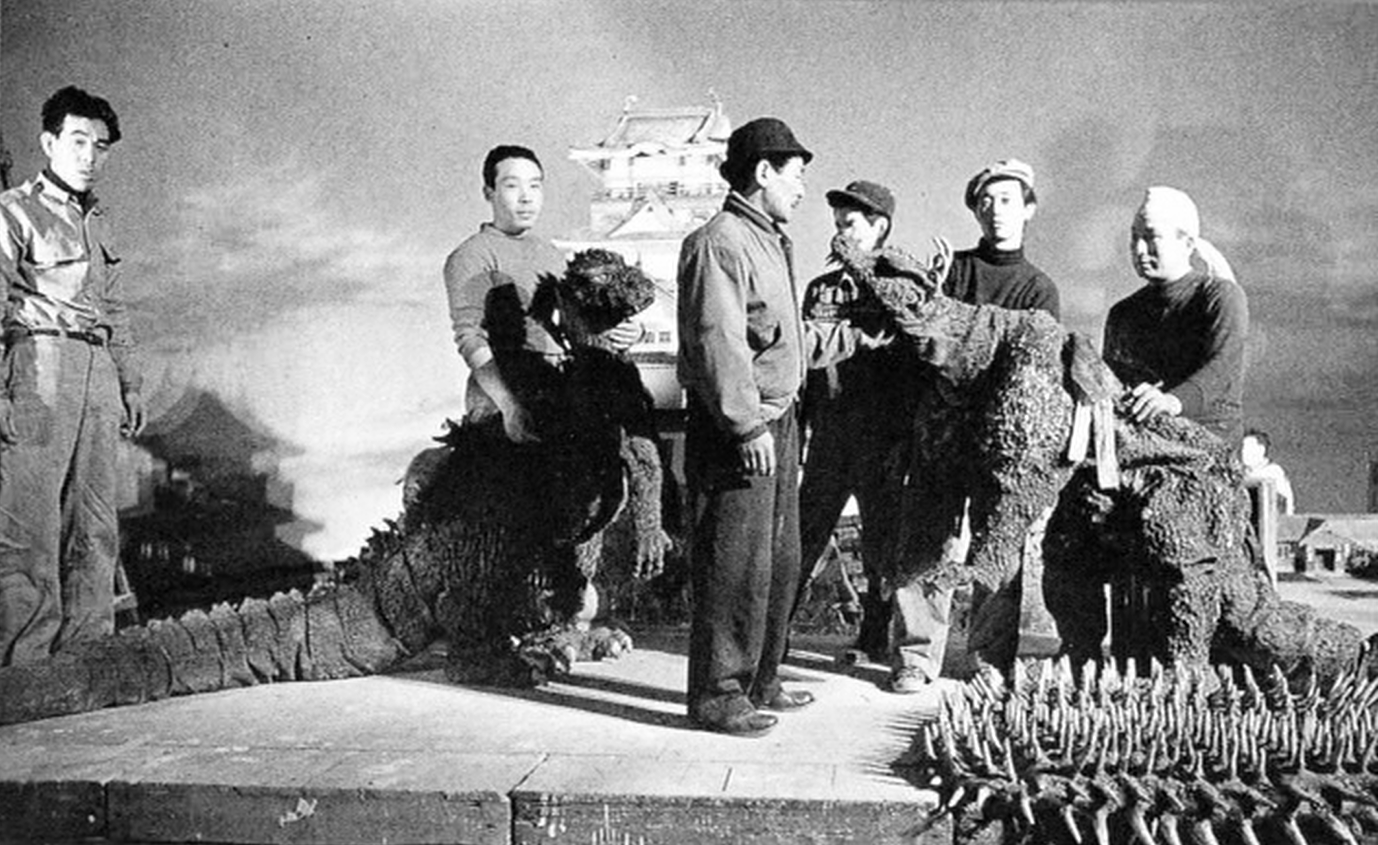
Tournage du film.

- Scénario : Shigeaki Hidaka, Shigeru Kayama et Takeo Murata
- Musique : Masaru Satō
- Pays d'origine :  Japon
- Langue originale : japonais
- Société de production : Tōhō
- Monstres : Godzilla, Anguirus
- Format : noir et blanc - 1,37:1 - 35 mm - son mono
- Genre : science-fiction, action, kaijū eiga
- Durée : 82 minutes[2] (métrage : neuf bobines - 2 238 m[2])
- Dates de sortie :
  - Japon : 24 avril 1955[2]
  - France : 29 novembre 1957[3]
  - États-Unis : 21 mai 1959[4]

## Distribution
- Hiroshi Koizumi (en) : Shōichi Tsukioka
- Setsuko Wakayama (ja) : Hidemi Yamaji, la fille de Kōhei
- Minoru Chiaki: Kōji Kobayashi
- Takashi Shimura : Dr. Kyohei Yamane
- Masao Shimizu : Dr. Tadokoro
- Seijirō Onda : Capitaine Terasawa
- Sōnosuke Sawamura : Shingo Shibeki
- Yoshio Tsuchiya : Tajima
- Yukio Kasama : Kōhei Yamaji
- Mayuri Mokushō (ja) : opératrice radio Yasuko Inoue
- Haruo Nakajima : Godzilla
- Katsumi Tezuka : Anguirus

## Autour du film
Contrairement au film original de 1954, les monstres ne sont pas filmés au ralenti pour leur donner une certaine importance. Il en découle une sorte de mouvement accéléré très inhabituel pour des monstres de cette envergure.
Dans la version américaine, la Warner remplaça la musique de Masaru Satō par les thèmes des films Kronos (1957) et The Deerslayer (en) (1957).
Le film marque la première apparition d'Anguirus, le second monstre créé par la Tōhō après Godzilla, et la première apparition du second et principal Godzilla (le premier étant mort dans le premier film) qui apparaîtra par la suite dans une bonne partie de la franchise avant d'être remplacé par l'un de ses fils et ses autres versions.
Le film, même s'il n'est que le second du genre des monstres géants japonais, est surtout important comme le premier à imposer le concept de combat entre les monstres géants, qui deviendra très vite l'un des thèmes les plus appréciés du cinéma.